# Klubi futbollistik Korporata Energjetike e Kosovës
Il Klubi futbollistik Korporata Energjetike e Kosovës, noto semplicemente come KEK, è una società di calcio del Kosovo.

## Palmarès

### Competizioni nazionali
- Coppa del Kosovo: 1

2002-2003
- Liga e Parë: 1

2017-2018
- Supercoppa del Kosovo: 1

2003

### Altri piazzamenti
- Campionato kosovaro:

Terzo posto: 2009-2010

## Rosa
| N. |                   | Ruolo | Calciatore      |
| -- | ----------------- | ----- | --------------- |
|    | Kosovo (bandiera) | P     | Taulant Miftari |
|    | Kosovo (bandiera) | P     | Flamur Neziri   |
|    | Kosovo (bandiera) | P     | Tahir Morina    |
|    | Kosovo (bandiera) | D     | Erdin Hashani   |
|    | Kosovo (bandiera) | D     | Afrim Visoka    |
|    | Kosovo (bandiera) | D     | Alban Leçi      |
|    | Kosovo (bandiera) | D     | Drilon Berisha  |
|    | Kosovo (bandiera) | D     | Ilir Izmaku     |
|    | Kosovo (bandiera) | D     | Jeton Preniqi   |
|    | Kosovo (bandiera) | D     | Liridon Hyda    |
|    | Kosovo (bandiera) | D     | Ilirik Musliu   |
|    | Kosovo (bandiera) | D     | Naim Kodraliu   |
|    | Kosovo (bandiera) | C     | Mensur Simnica  |

| N. |                   | Ruolo | Calciatore      |
| -- | ----------------- | ----- | --------------- |
|    | Kosovo (bandiera) | C     | Ylli Prekopuca  |
|    | Kosovo (bandiera) | C     | Behar Maliqi    |
|    | Kosovo (bandiera) | C     | Valon Bajrami   |
|    | Kosovo (bandiera) | A     | Driton Krasniqi |
|    | Kosovo (bandiera) | C     | Agon Asllani    |
|    | Kosovo (bandiera) | C     | Valon Aliu      |
|    | Kosovo (bandiera) | C     | Visar Zogiani   |
|    | Kosovo (bandiera) | C     | Lum Hashani     |
|    | Kosovo (bandiera) | A     | Menduh Salihu   |
|    | Kosovo (bandiera) | A     | Berat Grabovci  |
|    | Kosovo (bandiera) | A     | Artan Syla      |
|    | Kosovo (bandiera) | A     | Lulzim Doshlaku |
|    | Kosovo (bandiera) | A     | Zeqir Hasi      |